# تشارلز فوستر باتشيلدر
تشارلز فوستر باتشيلدر (بالإنجليزية: Charles Foster Batchelder)‏ هو عالم حيوانات وعالم طيور وصحفي أمريكي، ولد في 20 يوليو 1856 في كامبريدج في الولايات المتحدة، وتوفي في 7 نوفمبر 1954 في بيتربورو في الولايات المتحدة.